# Antitrust (film)
Antitrust is een Amerikaanse film uit 2001 onder regie van Peter Howitt.
In de hoofdrol spelen Ryan Phillippe, Tim Robbins, Rachael Leigh Cook en Claire Forlani.

## Verhaal
Nadat ze afgestudeerd zijn aan Stanford, krijgen de twee goede vrienden Milo en Teddy een baan aangeboden bij NURV, een groot softwarebedrijf. NURV wordt geleid door Gary Winston, welke met z'n bedrijf op het punt staat een super modern satelliet systeem te gaan starten. Met de steun van zijn vriendin Alice, accepteert Milo de baan, Teddy weigert. 
Gary Winston neemt Milo direct onder zijn hoede, omdat hij ervoor kan zorgen dat ze de lanceerdatum halen. 
Nadat zijn vriend Teddy wordt vermoord komt Milo erachter dat NURV codes die ze nodig hebben steelt van programmeurs over de gehele wereld, waaronder ook Teddy. Wanneer ze de codes gestolen hebben, vermoorden ze de programmeurs om hun sporen uit te wissen.

## Rolverdeling
| Acteur             | Personage          |
| ------------------ | ------------------ |
| Ryan Phillippe     | Milo Hoffman       |
| Tim Robbins        | Gary Winston       |
| Rachael Leigh Cook | Lisa Calighan      |
| Claire Forlani     | Alice Poulson      |
| Douglas McFerran   | Bob Shrot          |
| Richard Roundtree  | Lyle Barton        |
| Tygh Runyan        | Larry Banks        |
| Yee Jee Tso        | Teddy Chin         |
| Nate Dushku        | Brian Bissel       |
| Ned Bellamy        | Phil Grimes        |
| Tyler Labine       | Redmond Schmeichel |
| Scott Bellis       | Randy Sheringham   |
| David Lovgren      | Danny Solskjær     |
| Zahf Hajee         | Desi               |
| Jonathon Young     | Stinky             |
| Peter Howitt       | Homeless man       |
| Gregor Trpin       | Computer Guy       |

## Prijzen en nominaties
Een selectie:
| Jaar | Evenement             | Categorie                       | Genomineerde | Resultaat |
| ---- | --------------------- | ------------------------------- | ------------ | --------- |
| 2001 | Shanghai (5de editie) | Gouden Jue voor beste film      | Antitrust    | Gewonnen  |
| 2001 | Shanghai (5de editie) | Gouden Jue voor beste regisseur | Peter Howitt | Gewonnen  |